# Skład chronologiczny
Skład chronologiczny – na podstawie Rozporządzenia Prezesa Rady Ministrów z dnia 18 stycznia 2011 r. w sprawie instrukcji kancelaryjnej, jednolitych rzeczowych wykazów akt oraz instrukcji w sprawie organizacji i zakresu działania archiwów zakładowych, jest to uporządkowany zbiór dokumentacji w postaci nieelektronicznej, w układzie wynikającym z kolejności wprowadzenia do systemu EZD, utworzony w podmiocie, w którym wprowadzono system EZD.

## Podział składów i ich liczba
1.Skład chronologiczny – skład dokumentacji nieelektronicznej
- pełne odwzorowania cyfrowe
- częściowe odwzorowanie cyfrowe

2.skład informatycznych nośników danych
Dopuszcza się prowadzenie w podmiocie kilku składów chronologicznych oraz kilku składów informatycznych nośników danych, jeżeli jest to uzasadnione strukturą organizacyjną lub lokalizacją komórek organizacyjnych.

## Podmioty stosujące
Skład chronologiczny powinien być prowadzony w podmiocie, którego kierownik wskazał system teleinformatyczny jako podstawowy system do elektronicznego zarządzania dokumentacją oraz umożliwił wykonywanie w nim czynności kancelaryjnych, dokumentowanie przebiegu załatwiania spraw, a także gromadzenie i tworzenie dokumentów elektronicznych. Skład wymagany jest również w podmiotach, w których wprawdzie podstawowym systemem kancelaryjnym jest system tradycyjny, ale wskazano wyjątki realizowane w oparciu o wdrożony system EZD.

### Zastosowanie składu chronologicznego
1. Dokumentację na nośniku papierowym, wpływająca do urzędu dla której wykonano pełne odwzorowanie cyfrowe punkt kancelaryjny przekazuje bezpośrednio do składu chronologicznego
2. W przypadku przesyłek na nośniku papierowym, dla których nie wykonano pełnego odwzorowania cyfrowego przekazanie następuje po zakończeniu sprawy.
Przesyłki na nośnikach papierowych, dla których nie wykonano pełnego odwzorowania cyfrowego,przechowuje się w składzie chronologicznym odrębnie od pozostałych przesyłek.
3. Jeżeli przepisy odrębne wymagają wykonania i przechowania w podmiocie drugiego egzemplarza pisma w postaci papierowej przeznaczonego do wysyłki to ten dodatkowy egzemplarz przechowuje się w składzie chronologicznym, odrębnie od przesyłek wpływających, uporządkowanym w kolejności  wynikającej z rejestru przesyłek wychodzących.

### Wyjęcie dokumentacji ze składu chronologicznego
Każdorazowe wyjęcie dokumentacji ze składu chronologicznego należy udokumentować przez:
1) włożenie w ich miejsce karty zastępczej zawierającej znak sprawy, jej tytuł, nazwę komórki organizacyjnej lub nazwisko pracownika wypożyczającego dokumentację bądź nazwę i adres jednostki organizacyjnej, do której dokumentację wysłano, oraz termin zwrotu albo
2) odnotowanie informacji, o których mowa w pkt 1, w systemie EZD, jeżeli zapewnia on powiązanie informacji o wyjęciu dokumentacji z odpowiadającymi jej aktami sprawy.
Dopuszcza się wykonanie kopii wyjmowanej dokumentacji.

## Archiwum zakładowe
Przekazanie do archiwum zakładowego
Przesyłki na nośniku papierowym, zgromadzone w składzie chronologicznym, po upływie pełnych
dwóch lat kalendarzowych, licząc od pierwszego stycznia roku następującego po roku, dla którego powstał zbiór przesyłek w składzie, przekazuje się do archiwum zakładowego w trybie i na warunkach określonych w instrukcji archiwalnej
Tryb przekazania
Przejmowanie dokumentacji w postaci nieelektronicznej ze składu chronologicznego do archiwum
zakładowego polega na jej przekazaniu na podstawie spisu zdawczo- odbiorczego zawierającego co najmniej
następujące elementy:
1) dla całego spisu:
a) nazwę podmiotu i komórki organizacyjnej przekazującej dokumentację,
b) informację, czy jest to dokumentacja ze składu chronologicznego, dla której dokonano pełnego odwzorowania
cyfrowego, lub też czy jest to dokumentacja, dla której takiego odwzorowania nie wykonano lub
wykonano je częściowo,
c) imię, nazwisko i podpis pracownika, który przygotował spis,
d) imię, nazwisko i podpis kierownika komórki organizacyjnej odpowiadającej za skład chronologiczny,
e) imię, nazwisko i podpis archiwisty przyjmującego dokumentację,
f) datę przekazania spisu;
2) dla każdej pozycji spisu:
a) liczbę porządkową,
b) informację o skrajnych identyfikatorach przesyłek, o których mowa w 
c)rok rejestracji w systemie EZD przesyłek umieszczonych w pudle lub paczce.
Uporządkowanie dokumentacji spraw zakończonych przejmowanej do archiwum zakładowego powinno nastąpić przez prowadzących sprawy lub wyznaczonego w danej komórce organizacyjnej pracownika. 
Dokumentację w postaci nieelektronicznej ze składu chronologicznego układa się w archiwum zakładowym w sposób zapewniający jej ochronę przed uszkodzeniem, zniszczeniem lub utratą, pozwalający na efektywne wykorzystanie miejsca.
W systemie EZD, brakując dokumentację niearchiwalną w postaci elektronicznej lub jej metadane,
można równolegle wybrakować ich odpowiedniki w składzie chronologicznym bez sporządzania odrębnego spisu.